# Riu Awali
El riu Awali (àrab: نهر الأولي, nahr al-Awalī) és un riu del sud del Líban. Té una longitud de 48 quilòmetres, i neix a les muntanyes Barouk i Niha, a aproximadament una altitud de 1492 metres sobre el nivell del mar. El riu flueix a través de la cara oest del Mont Líban i desemboca al Mediterrani. Té dos rius afluents: el riu Baraouk i el riu Aaray. A la zona dels seus naixents el riu Awali també és conegut com a Bisri.
El riu Awali té un cabal en la seva desembocadura de 10,1625 m³ per segon, mentre que la seva conca té una àrea d'aproximadament 294 km².